# باربرا غودسن
باربرا غودسن (بالإنجليزية: Barbara Goodson)‏ هي ممثلة أمريكية، ولدت في 16 أغسطس 1949 في بروكلين في الولايات المتحدة.

## أعمال

### أفلام
- (1983) جين الحافي

## وصلات خارجية
- الموقع الرسمي
- باربرا غودسن على موقع IMDb (الإنجليزية)
- باربرا غودسن على موقع ألو سيني (الفرنسية)
- باربرا غودسن على موقع أول موفي (الإنجليزية)
- باربرا غودسن على موقع قاعدة بيانات الفيلم (الإنجليزية)
- باربرا غودسن على موقع كينوبويسك (الروسية)
- باربرا غودسن على موقع ANN person (الإنجليزية)